# Saison 2022-2023 de l'USL Dunkerque
 (octobre 2022).
Si vous disposez d'ouvrages ou d'articles de référence ou si vous connaissez des sites web de qualité traitant du thème abordé ici, merci de compléter l'article en donnant les références utiles à sa vérifiabilité et en les liant à la section « Notes et références ».
Chronologie
Saison précédente
L'USL Dunkerque joue lors de la saison 2022-2023 la neuvième saison de National de son histoire. Un championnat bien connu du club nordiste puisqu'il l'avait quitté deux saisons plus tôt. Jean-Pierre Scouarnec commence sa neuvième saison en tant que président du club.
L'entraineur Romain Revelli, malgré la relégation de Ligue 2, reste à la tête de l'équipe. Il s'en va en février, ce qui entraîne un intérim assuré par Benjamin Rytlewski, avant que Mathieu Chabert entraîne l'USLD lors de la dernière partie de la saison.

## Détail des matchs

### National

#### Matchs aller
| 1er journée                 | USL Dunkerque                                 | 3 - 0   | Le Mans FC                  | Stade Marcel-Tribut, Dunkerque                                   |                                                                  |
| Vendredi 12 août 2022 19:30 | Gambor 33e · Bardeli 70e · Mouya Ipiélé 90+2e | (1 - 0) |                             | Spectateurs : 1 400 Diffuseur : FFF TV Arbitrage : Mickaël Leleu | Spectateurs : 1 400 Diffuseur : FFF TV Arbitrage : Mickaël Leleu |
| Vendredi 12 août 2022 19:30 | Ghrieb 3e · Trichard 33e · Mbemba 87e         | Rapport | 17e El Khoumisti · 45e Amir | Spectateurs : 1 400 Diffuseur : FFF TV Arbitrage : Mickaël Leleu | Spectateurs : 1 400 Diffuseur : FFF TV Arbitrage : Mickaël Leleu |

| 2e journée                  | USL Dunkerque                      | 0 - 1   | US concarnoise | Stade Marcel-Tribut, Dunkerque                                      |                                                                     |
| Vendredi 19 août 2022 19:30 |                                    | (0 - 1) | 22e Gboho      | Spectateurs : 1 400 Diffuseur : FFF TV Arbitrage : William Toulliou | Spectateurs : 1 400 Diffuseur : FFF TV Arbitrage : William Toulliou |
| Vendredi 19 août 2022 19:30 | Keïta 27e · Thiam 77e · M'Boné 89e | Rapport | 85e Lorgn      | Spectateurs : 1 400 Diffuseur : FFF TV Arbitrage : William Toulliou | Spectateurs : 1 400 Diffuseur : FFF TV Arbitrage : William Toulliou |

| 3e journée                  | AS Nancy-Lorraine                          | 1 - 2   | USL Dunkerque                       | Stade Marcel-Picot, Tomblaine                                     |                                                                   |
| Vendredi 26 août 2022 19:30 | Nangis 28e                                 | (1 - 0) | 59e Baghdadi · 89e Ghrieb           | Spectateurs : 7 111 Diffuseur : FFF TV Arbitrage : Romain Delpech | Spectateurs : 7 111 Diffuseur : FFF TV Arbitrage : Romain Delpech |
| Vendredi 26 août 2022 19:30 | Aloé 46e · Giacomini 74e · Etcheverria 80e | Rapport | 58e Keïta · 83e Anziani · 86e Ba-Sy | Spectateurs : 7 111 Diffuseur : FFF TV Arbitrage : Romain Delpech | Spectateurs : 7 111 Diffuseur : FFF TV Arbitrage : Romain Delpech |

| 4e journée                      | USL Dunkerque                        | 2 - 0   | FC Borgo                                | Stade Marcel-Tribut, Dunkerque                                 |                                                                |
| Vendredi 2 septembre 2022 19:30 | Baghdadi 10e · Ghrieb 56e            | (1 - 0) |                                         | Spectateurs : 1 600 Diffuseur : FFF TV Arbitrage : Rémi Landry | Spectateurs : 1 600 Diffuseur : FFF TV Arbitrage : Rémi Landry |
| Vendredi 2 septembre 2022 19:30 | Gambor 19e · Ghrieb 36e · Pierre 69e | Rapport | 44e Lakhamy · 88e Duku · 90+5e Tattevin | Spectateurs : 1 600 Diffuseur : FFF TV Arbitrage : Rémi Landry | Spectateurs : 1 600 Diffuseur : FFF TV Arbitrage : Rémi Landry |

| 5e journée                      | FC Versailles             | 2 - 0   | USL Dunkerque                                      | Stade Jean-Bouin, Paris                                         |                                                                 |
| Vendredi 9 septembre 2022 19:30 | Jacques 10e · Pham Ba 76e | (1 - 0) |                                                    | Spectateurs : 500 Diffuseur : FFF TV Arbitrage : Brendan Roffet | Spectateurs : 500 Diffuseur : FFF TV Arbitrage : Brendan Roffet |
| Vendredi 9 septembre 2022 19:30 | Djoco 44e · Brun 79e      | Rapport | 23e Anziani · 32e Bardeli · 77e Ba-Sy · 80e Gambor | Spectateurs : 500 Diffuseur : FFF TV Arbitrage : Brendan Roffet | Spectateurs : 500 Diffuseur : FFF TV Arbitrage : Brendan Roffet |

| 6e journée                       | USL Dunkerque                                | 3 - 0   | SO Cholet        | Stade Marcel-Tribut, Dunkerque                                  |                                                                 |
| Vendredi 16 septembre 2022 19:30 | Mbemba 31e · Baghdadi 33e · Mouya Ipiélé 82e | (2 - 0) |                  | Spectateurs : 1 600 Diffuseur : FFF TV Arbitrage : Arnaud Baert | Spectateurs : 1 600 Diffuseur : FFF TV Arbitrage : Arnaud Baert |
| Vendredi 16 septembre 2022 19:30 | Trichard 11e · Pierre 19e                    | Rapport | 90+1e Expérience | Spectateurs : 1 600 Diffuseur : FFF TV Arbitrage : Arnaud Baert | Spectateurs : 1 600 Diffuseur : FFF TV Arbitrage : Arnaud Baert |

| 7e journée                    | LB Châteauroux                                        | 1 - 0   | USL Dunkerque                           | Stade Gaston-Petit, Châteauroux                                                |                                                                                |
| Lundi 26 septembre 2022 18:30 | Ahoussou 15e                                          | (1 - 0) |                                         | Spectateurs : 4 996 Diffuseur : Canal+ Foot Arbitrage : Alexandre Perreau-Niel | Spectateurs : 4 996 Diffuseur : Canal+ Foot Arbitrage : Alexandre Perreau-Niel |
| Lundi 26 septembre 2022 18:30 | Ntolla 34e · Viltard 37e · Daham 49e · Guermouche 87e | Rapport | 21e Senneville · 40e M'Boné · 52e Thiam | Spectateurs : 4 996 Diffuseur : Canal+ Foot Arbitrage : Alexandre Perreau-Niel | Spectateurs : 4 996 Diffuseur : Canal+ Foot Arbitrage : Alexandre Perreau-Niel |

| 8e journée                       | USL Dunkerque                                        | 1 - 0   | Stade briochin          | Stade Marcel-Tribut, Dunkerque                                |                                                               |
| Vendredi 30 septembre 2022 19:30 | Baghdadi 49e                                         | (0 - 0) |                         | Spectateurs : 1 575 Diffuseur : FFF TV Arbitrage : Ali Djedid | Spectateurs : 1 575 Diffuseur : FFF TV Arbitrage : Ali Djedid |
| Vendredi 30 septembre 2022 19:30 | Anziani 29e · Keïta 43e · Baghdadi 65e · Abeddou 83e | Rapport | 38e Illien · 40e Ndiaye | Spectateurs : 1 575 Diffuseur : FFF TV Arbitrage : Ali Djedid | Spectateurs : 1 575 Diffuseur : FFF TV Arbitrage : Ali Djedid |

| 9e journée                     | FC Villefranche Beaujolais | 0 - 2   | USL Dunkerque                  | Stade Armand Chouffet, Villefranche-sur-Saône                     |                                                                   |
| Mercredi 12 octobre 2022 19:30 |                            | (0 - 1) | 44e Bilingi · 46e Mouya Ipiélé | Spectateurs : 1 054 Diffuseur : FFF TV Arbitrage : Romain Delpech | Spectateurs : 1 054 Diffuseur : FFF TV Arbitrage : Romain Delpech |
| Mercredi 12 octobre 2022 19:30 | Badji 71e                  | Rapport |                                | Spectateurs : 1 054 Diffuseur : FFF TV Arbitrage : Romain Delpech | Spectateurs : 1 054 Diffuseur : FFF TV Arbitrage : Romain Delpech |

| 10e journée                    | USL Dunkerque | 1 - 3   | CS Sedan Ardennes                         | Stade Marcel-Tribut, Dunkerque                                   |                                                                  |
| Vendredi 21 octobre 2022 19:30 | Anziani 47e   | (0 - 1) | 15e Bekhechi · 79e Ramalingom · 86e Gomel | Spectateurs : 2 692 Diffuseur : FFF TV Arbitrage : Gabriel Henry | Spectateurs : 2 692 Diffuseur : FFF TV Arbitrage : Gabriel Henry |
| Vendredi 21 octobre 2022 19:30 | Thiam 76e     | Rapport | 29e Bekhechi · 88e Gomel                  | Spectateurs : 2 692 Diffuseur : FFF TV Arbitrage : Gabriel Henry | Spectateurs : 2 692 Diffuseur : FFF TV Arbitrage : Gabriel Henry |

| 11e journée                 | Red Star FC                                     | 4 - 2   | USL Dunkerque                    | Stade Bauer, Saint-Ouen-sur-Seine                                       |                                                                         |
| Lundi 7 novembre 2022 21:00 | Cissé 5e · Cadiou 37e · Ndoye 76e · Kouagba 85e | (2 - 1) | 15e Situmona Mbemba · 56e Ghrieb | Spectateurs : 2 650 Diffuseur : Canal+ Foot Arbitrage : Robin Chapapria | Spectateurs : 2 650 Diffuseur : Canal+ Foot Arbitrage : Robin Chapapria |
| Lundi 7 novembre 2022 21:00 | Macalou 73e                                     | Rapport | 50e Pierre                       | Spectateurs : 2 650 Diffuseur : Canal+ Foot Arbitrage : Robin Chapapria | Spectateurs : 2 650 Diffuseur : Canal+ Foot Arbitrage : Robin Chapapria |

| 12e journée                     | USL Dunkerque            | 0 - 0   | Paris 13 Atletico     | Stade Marcel-Tribut, Dunkerque                                      |                                                                     |
| Vendredi 11 novembre 2022 19:30 |                          | (0 - 0) |                       | Spectateurs : 1 957 Diffuseur : FFF TV Arbitrage : Anthony Ustaritz | Spectateurs : 1 957 Diffuseur : FFF TV Arbitrage : Anthony Ustaritz |
| Vendredi 11 novembre 2022 19:30 | Keïta 23e · Trichard 43e | Rapport | 61e N'Zeza Panzu Saka | Spectateurs : 1 957 Diffuseur : FFF TV Arbitrage : Anthony Ustaritz | Spectateurs : 1 957 Diffuseur : FFF TV Arbitrage : Anthony Ustaritz |

| 13e journée                     | US Avranches Mont-Saint-Michel                     | 3 - 4   | USL Dunkerque                                   | Stade René-Fenouillère, Avranches                                |                                                                  |
| Vendredi 25 novembre 2022 19:30 | Sacko 2e 32e · Pollet 53e                          | (2 - 2) | 12e 26e Baghdadi · 78e Keïta · 82e (pen.) Ba-Sy | Spectateurs : 697 Diffuseur : FFF TV Arbitrage : Romain Perpinan | Spectateurs : 697 Diffuseur : FFF TV Arbitrage : Romain Perpinan |
| Vendredi 25 novembre 2022 19:30 | Baret 45e · Falouh 50e · Piechocki 60e · Sacko 73e | Rapport | 42e Anziani · 89e Kondo                         | Spectateurs : 697 Diffuseur : FFF TV Arbitrage : Romain Perpinan | Spectateurs : 697 Diffuseur : FFF TV Arbitrage : Romain Perpinan |

| 14e journée                    | USL Dunkerque | 0 - 1   | FC Martigues             | Stade Marcel-Tribut, Dunkerque                                    |                                                                   |
| Vendredi 2 décembre 2022 19:30 |               | (0 - 0) | 74e Fdaouch              | Spectateurs : 1 322 Diffuseur : FFF TV Arbitrage : Romain Delpech | Spectateurs : 1 322 Diffuseur : FFF TV Arbitrage : Romain Delpech |
| Vendredi 2 décembre 2022 19:30 |               | Rapport | 43e Calvet · 80e Zouaoui | Spectateurs : 1 322 Diffuseur : FFF TV Arbitrage : Romain Delpech | Spectateurs : 1 322 Diffuseur : FFF TV Arbitrage : Romain Delpech |

| 15e journée                    | Le Puy Foot 43 Auvergne        | 0 - 1   | USL Dunkerque | Stade Charles-Massot, Le Puy-en-Velay                             |                                                                   |
| Vendredi 9 décembre 2022 19:30 |                                | (0 - 1) | 36e Baghdadi  | Spectateurs : 125 Diffuseur : FFF TV Arbitrage : Anthony Ustaritz | Spectateurs : 125 Diffuseur : FFF TV Arbitrage : Anthony Ustaritz |
| Vendredi 9 décembre 2022 19:30 | Dadoune 90+3e · Marillat 90+4e | Rapport | 84e Ba-Sy     | Spectateurs : 125 Diffuseur : FFF TV Arbitrage : Anthony Ustaritz | Spectateurs : 125 Diffuseur : FFF TV Arbitrage : Anthony Ustaritz |

| 17e journée                    | US Orléans                 | 0 - 0   | USL Dunkerque | Stade de la Source, Orléans                                        |                                                                    |
| Vendredi 13 janvier 2023 19:30 |                            | (0 - 0) |               | Spectateurs : 2 182 Diffuseur : FFF TV Arbitrage : Robin Chapapria | Spectateurs : 2 182 Diffuseur : FFF TV Arbitrage : Robin Chapapria |
| Vendredi 13 janvier 2023 19:30 | Agounon 45+1e · Solvet 75e | Rapport | 21e Kondo     | Spectateurs : 2 182 Diffuseur : FFF TV Arbitrage : Robin Chapapria | Spectateurs : 2 182 Diffuseur : FFF TV Arbitrage : Robin Chapapria |

#### Matchs retours
| 18e journée                    | US Concarneau    | 0 - 1   | USL Dunkerque                                             | Stade Guy Piriou, Concarneau                                    |                                                                 |
| Vendredi 20 janvier 2023 19:30 |                  | (0 - 1) | 41e Ba-Sy                                                 | Spectateurs : 2 242 Diffuseur : FFF TV Arbitrage : Arnaud Baert | Spectateurs : 2 242 Diffuseur : FFF TV Arbitrage : Arnaud Baert |
| Vendredi 20 janvier 2023 19:30 | El Khoumisti 78e | Rapport | 61e Keïta · 88e Pierre · 90+3e Senneville · 90+5e Bardeli | Spectateurs : 2 242 Diffuseur : FFF TV Arbitrage : Arnaud Baert | Spectateurs : 2 242 Diffuseur : FFF TV Arbitrage : Arnaud Baert |

| 16e journée                    | USL Dunkerque | 1 - 1   | Football Bourg-en-Bresse Péronnas 01 | Stade Marcel-Tribut, Dunkerque                                |                                                               |
| Vendredi 27 janvier 2023 19:30 | Ghrieb 5e     | (1 - 0) | 57e Ribelin                          | Spectateurs : 1 797 Diffuseur : FFF TV Arbitrage : Karim Abed | Spectateurs : 1 797 Diffuseur : FFF TV Arbitrage : Karim Abed |
| Vendredi 27 janvier 2023 19:30 |               | Rapport | 42e Soumaré · 42e Dekoke             | Spectateurs : 1 797 Diffuseur : FFF TV Arbitrage : Karim Abed | Spectateurs : 1 797 Diffuseur : FFF TV Arbitrage : Karim Abed |

| 19e journée                   | USL Dunkerque          | 2 - 3   | AS Nancy-Lorraine                               | Stade Marcel-Tribut, Dunkerque               |                                              |
| Vendredi 3 février 2023 19:30 | Ba-Sy 64e · M'Boné 86e | (0 - 1) | El Aynaoui 32e · Lamine Cissé 56e · Robinet 75e | Diffuseur : FFF TV Arbitrage : Mickael Leleu | Diffuseur : FFF TV Arbitrage : Mickael Leleu |
| Vendredi 3 février 2023 19:30 | Rapport                |         |                                                 | Diffuseur : FFF TV Arbitrage : Mickael Leleu | Diffuseur : FFF TV Arbitrage : Mickael Leleu |

| 20e journée                    | FC Borgo                    | 2 - 1   | USL Dunkerque | Complexe sportif de Borgo, Borgo            |                                             |
| Vendredi 10 février 2023 19:30 | 5e Missi Mezu · 73e Kerkour | (1 - 0) | 78e Ba-Sy     | Diffuseur : FFF TV Arbitrage : Arnaud Baert | Diffuseur : FFF TV Arbitrage : Arnaud Baert |
| Vendredi 10 février 2023 19:30 | Rapport                     |         |               | Diffuseur : FFF TV Arbitrage : Arnaud Baert | Diffuseur : FFF TV Arbitrage : Arnaud Baert |

| 21e journée                    | USL Dunkerque | 1 - 2   | FC Versailles         | Stade Marcel-Tribut, Dunkerque             |                                            |
| Vendredi 17 février 2023 19:30 | 17e Mbemba    | (1 - 2) | 36e Lens · 43e Alioui | Diffuseur : FFF TV Arbitrage : Ahmed Taleb | Diffuseur : FFF TV Arbitrage : Ahmed Taleb |
| Vendredi 17 février 2023 19:30 | Rapport       |         |                       | Diffuseur : FFF TV Arbitrage : Ahmed Taleb | Diffuseur : FFF TV Arbitrage : Ahmed Taleb |

| 22e journée                    | SO Cholet | 0 - 0   | USL Dunkerque | Stade Omnisports de Cholet, Cholet        |                                           |
| Vendredi 24 février 2023 19:30 |           | (0 - 0) |               | Diffuseur : FFF TV Arbitrage : Ali Djedid | Diffuseur : FFF TV Arbitrage : Ali Djedid |
| Vendredi 24 février 2023 19:30 | Rapport   |         |               | Diffuseur : FFF TV Arbitrage : Ali Djedid | Diffuseur : FFF TV Arbitrage : Ali Djedid |

| 23e journée                | USL Dunkerque | 1 - 0   | LB Châteauroux | Stade Marcel-Tribut, Dunkerque                |                                               |
| Vendredi 3 mars 2023 19:30 | 80e Ghrieb    | (0 - 0) |                | Diffuseur : FFF TV Arbitrage : Edgar Barenton | Diffuseur : FFF TV Arbitrage : Edgar Barenton |
| Vendredi 3 mars 2023 19:30 | Rapport       |         |                | Diffuseur : FFF TV Arbitrage : Edgar Barenton | Diffuseur : FFF TV Arbitrage : Edgar Barenton |

| 24e journée                 | Stade briochin | 0 - 3   | USL Dunkerque                 | Stade Fred-Aubert, Saint-Brieuc             |                                             |
| Vendredi 10 mars 2023 19:30 |                | (0 - 1) | Baghdadi 37e 48e · Etonde 80e | Diffuseur : FFF TV Arbitrage : Pierre Legat | Diffuseur : FFF TV Arbitrage : Pierre Legat |
| Vendredi 10 mars 2023 19:30 | Rapport        |         |                               | Diffuseur : FFF TV Arbitrage : Pierre Legat | Diffuseur : FFF TV Arbitrage : Pierre Legat |

| 25e journée                 | USL Dunkerque                            | 3 - 2   | FC Villefranche Beaujolais | Stade Marcel-Tribut, Dunkerque             |                                            |
| Vendredi 17 mars 2023 19:30 | Mbemba 55e · Ghrieb 90+3e · M'Boné 90+6e | (0 - 2) | Idrissa Ba 23e 41e         | Diffuseur : FFF TV Arbitrage : Ahmed Taleb | Diffuseur : FFF TV Arbitrage : Ahmed Taleb |
| Vendredi 17 mars 2023 19:30 | Rapport                                  |         |                            | Diffuseur : FFF TV Arbitrage : Ahmed Taleb | Diffuseur : FFF TV Arbitrage : Ahmed Taleb |

| 26e journée                 | CS Sedan Ardennes | 1 - 3   | USL Dunkerque                         | Stade Louis-Dugauguez, Sedan                   |                                                |
| Vendredi 24 mars 2023 18:30 | Ramalingom 64e    | (0 - 3) | Ipiélé 18e · Bilingi 24e · Ghrieb 27e | Diffuseur : FFF TV Arbitrage : Romain Perpinan | Diffuseur : FFF TV Arbitrage : Romain Perpinan |
| Vendredi 24 mars 2023 18:30 | Rapport           |         |                                       | Diffuseur : FFF TV Arbitrage : Romain Perpinan | Diffuseur : FFF TV Arbitrage : Romain Perpinan |

| 27e journée                 | USL Dunkerque     | 1 - 0   | Red Star FC | Stade Marcel-Tribut, Dunkerque                       |                                                      |
| Samedi 1er avril 2023 19:30 | Ipiélé 36e (pen.) | (1 - 0) |             | Diffuseur : Canal+ Foot Arbitrage : Anthony Ustaritz | Diffuseur : Canal+ Foot Arbitrage : Anthony Ustaritz |
| Samedi 1er avril 2023 19:30 | Rapport           |         |             | Diffuseur : Canal+ Foot Arbitrage : Anthony Ustaritz | Diffuseur : Canal+ Foot Arbitrage : Anthony Ustaritz |

| 28e journée                 | Paris 13 Atletico | 0 - 2   | USL Dunkerque            | Stade Boutroux, Paris                         |                                               |
| Vendredi 7 avril 2023 19:30 |                   | (0 - 1) | Ghrieb 36e · Bilingi 60e | Diffuseur : FFF TV Arbitrage : Brendan Roffet | Diffuseur : FFF TV Arbitrage : Brendan Roffet |
| Vendredi 7 avril 2023 19:30 | Rapport           |         |                          | Diffuseur : FFF TV Arbitrage : Brendan Roffet | Diffuseur : FFF TV Arbitrage : Brendan Roffet |

| 29e journée                  | USL Dunkerque  | 2 - 0   | US Avranches Mont-Saint-Michel | Stade Marcel-Tribut, Dunkerque            |                                           |
| Vendredi 14 avril 2023 19:30 | Ghrieb 24e 76e | (1 - 0) |                                | Diffuseur : FFF TV Arbitrage : Ali Djedid | Diffuseur : FFF TV Arbitrage : Ali Djedid |
| Vendredi 14 avril 2023 19:30 | Rapport        |         |                                | Diffuseur : FFF TV Arbitrage : Ali Djedid | Diffuseur : FFF TV Arbitrage : Ali Djedid |

| 30e journée               | FC Martigues | 1 - 0   | USL Dunkerque | Stade Francis-Turcan, Martigues                    |                                                    |
| Lundi 24 avril 2023 21:00 | Orinel 62e   | (0 - 0) |               | Diffuseur : Canal+ Foot Arbitrage : Romain Delpech | Diffuseur : Canal+ Foot Arbitrage : Romain Delpech |
| Lundi 24 avril 2023 21:00 | Rapport      |         |               | Diffuseur : Canal+ Foot Arbitrage : Romain Delpech | Diffuseur : Canal+ Foot Arbitrage : Romain Delpech |

| 31e journée                  | USL Dunkerque | 1 - 0   | Le Puy Foot 43 Auvergne | Stade Marcel-Tribut, Dunkerque                 |                                                |
| Vendredi 28 avril 2023 19:30 | Ghrieb 73e    | (0 - 0) |                         | Diffuseur : FFF TV Arbitrage : Robin Chapapria | Diffuseur : FFF TV Arbitrage : Robin Chapapria |
| Vendredi 28 avril 2023 19:30 | Rapport       |         |                         | Diffuseur : FFF TV Arbitrage : Robin Chapapria | Diffuseur : FFF TV Arbitrage : Robin Chapapria |

| 32e journée                | Football Bourg-en-Bresse Péronnas 01 | 1 - 1   | USL Dunkerque | Stade Marcel-Verchère, Bourg-en-Bresse          |                                                 |
| Vendredi 12 mai 2023 19:30 | Rivas 67e                            | (0 - 1) | Ipiélé 9e     | Diffuseur : FFF TV Arbitrage : Anthony Ustaritz | Diffuseur : FFF TV Arbitrage : Anthony Ustaritz |
| Vendredi 12 mai 2023 19:30 | Rapport                              |         |               | Diffuseur : FFF TV Arbitrage : Anthony Ustaritz | Diffuseur : FFF TV Arbitrage : Anthony Ustaritz |

| 33e journée                | USL Dunkerque                       | 3 - 1   | US Orléans | Stade Marcel-Tribut, Dunkerque                     |                                                    |
| Vendredi 19 mai 2023 21:00 | Anziani 26e 72e · Ghrieb 60e (pen.) | (1 - 1) | Camara 44e | Diffuseur : Canal+ Foot Arbitrage : Edgar Barenton | Diffuseur : Canal+ Foot Arbitrage : Edgar Barenton |
| Vendredi 19 mai 2023 21:00 | Rapport                             |         |            | Diffuseur : Canal+ Foot Arbitrage : Edgar Barenton | Diffuseur : Canal+ Foot Arbitrage : Edgar Barenton |

| 34e journée                | Le Mans FC          | 2 - 3   | USL Dunkerque                      | Stade Marie-Marvingt, Le Mans                   |                                                 |
| Vendredi 26 mai 2023 21:00 | Gnanduillet 63e 67e | (0 - 2) | Hatfout 19e (csc) · Ghrieb 39e 78e | Diffuseur : Canal+ Foot Arbitrage : Ahmed Taleb | Diffuseur : Canal+ Foot Arbitrage : Ahmed Taleb |
| Vendredi 26 mai 2023 21:00 | Rapport             |         |                                    | Diffuseur : Canal+ Foot Arbitrage : Ahmed Taleb | Diffuseur : Canal+ Foot Arbitrage : Ahmed Taleb |

#### Classement
| Journée   | 01 | 02 | 03 | 04 | 05 | 06 | 07 | 08 | 09 | 10 | 11 | 12 | 13 | 14 | 15 | 16 | 17 | 18 | 19 | 20 | 21 | 22 | 23 | 24 | 25 | 26 | 27 | 28 | 29 | 30 | 31 | 32 | 33 | 34 |
| --------- | -- | -- | -- | -- | -- | -- | -- | -- | -- | -- | -- | -- | -- | -- | -- | -- | -- | -- | -- | -- | -- | -- | -- | -- | -- | -- | -- | -- | -- | -- | -- | -- | -- | -- |
| Terrain   | D  | D  | E  | D  | E  | D  | E  | D  | E  | D  | E  | D  | E  | D  | E  | D  | E  | E  | D  | E  | D  | E  | D  | E  | D  | E  | D  | E  | D  | E  | D  | E  | D  | E  |
| Résultats | V  | D  | V  | V  | D  | V  | D  | V  | V  | D  | D  | N  | V  | D  | V  | N  | N  | V  | D  | D  | D  | N  | V  | V  | V  | V  | V  | V  | V  | D  | V  | N  | V  | V  |
| Points    | 3  | 3  | 6  | 9  | 9  | 12 | 12 | 15 | 18 | 18 | 18 | 19 | 22 | 22 | 25 | 26 | 27 | 30 | 30 | 30 | 30 | 31 | 34 | 37 | 40 | 43 | 46 | 49 | 52 | 52 | 55 | 56 | 59 | 62 |
| Place     | 1  | 6  | 3  | 1  | 3  | 1  | 4  | 2  | 2  | 2  | 3  | 3  | 3  | 6  | 5  | 5  | 5  | 5  | 5  | 7  | 7  | 7  | 5  | 5  | 4  | 4  | 2  | 3  | 3  | 3  | 3  | 3  | 2  | 2  |

Mis à jour le : 26 mai 2023.
Source : FFF Fédération Française de Football

Terrain : D = Domicile ; E = Extérieur. Résultat: D = Défaite ; N = Nul ; V = Victoire.